# Шарон Тауншип (округ Поттер, Пенсільванія)
Шарон Тауншип (англ. Sharon Township) — селище (англ. township) в США, в окрузі Поттер штату Пенсільванія. Населення — 784 особи (2020).

## Демографія
Згідно з переписом 2010 року, у селищі мешкало 866 осіб у 349 домогосподарствах у складі 233 родин. Було 484 помешкання
Расовий склад населення:
| - 98,8 % — білих - 0,5 % — корінних американців - 0,3 % — чорних або афроамериканців - 0,1 % — азіатів |

До двох чи більше рас належало 0,2 %. Частка іспаномовних становила 1,7 % від усіх жителів.
За віковим діапазоном населення розподілялося таким чином: 22,5 % — особи молодші 18 років, 56,5 % — особи у віці 18—64 років, 21,0 % — особи у віці 65 років та старші. Медіана віку мешканця становила 43,7 року. На 100 осіб жіночої статі у селищі припадало 95,0 чоловіків;  на 100 жінок у віці від 18 років та старших — 91,2 чоловіків також старших 18 років.
Середній дохід на одне домашнє господарство  становив 56 464 долари США (медіана — 40 795), а середній дохід на одну сім'ю — 65 636 доларів (медіана — 47 813). За межею бідності перебувало 10,3 % осіб, у тому числі 9,1 % дітей у віці до 18 років та 3,7 % осіб у віці 65 років та старших.
Цивільне працевлаштоване населення становило 304 особи. Основні галузі зайнятості: освіта, охорона здоров'я та соціальна допомога — 29,3 %, виробництво — 12,2 %, будівництво — 11,8 %.